# Thersamonia ochimus
Thersamonia ochimus är en fjärilsart som beskrevs av Herrich-Schäffer 1851. Thersamonia ochimus ingår i släktet Thersamonia och familjen juvelvingar. Inga underarter finns listade i Catalogue of Life.